# Casa de locuit de pe str. Aleksandr Pușkin, 17 (Bălți)
Casa de locuit de pe str. Aleksandr Pușkin, 17 este o clădire amplasată pe str. A. Pușkin, 17 în Bălți, Republica Moldova. Este un monument arhitectural de importanță națională inclus în Registrul monumentelor Republicii Moldova ocrotite de stat cu nr. 13 (municipiul Bălți). Datează din 1927.